# 14e étape du Tour d'Espagne 2011
La 14e étape du Tour d'Espagne 2011 s'est déroulée le samedi 3 septembre 2011. Astorga est la ville de départ et le pic de La Farrapona est le site d'arrivée. Il s'agit d'une étape de haute montagne sur 173,2 kilomètres.
La victoire d'étape revient à l'Estonien Rein Taaramäe (Cofidis) devant l'Espagnol Juan José Cobo (Geox-TMC) et un autre Espagnol, David de la Fuente (Geox-TMC). Le Britannique Bradley Wiggins conserve son maillot rouge de leader pour la quatrième journée consécutive.

## Profil de l'étape
Il s'agit de la deuxième arrivée en altitude inédite de ce Tour d'Espagne, avec deux cols sur le parcours : La Ventana (deuxième catégorie) et San Lorenzo (première catégorie). Le final se joue sur une montée de vingt kilomètres de longueur.

## Classement de l'étape
|     | Coureur               | Pays        | Équipe             | Temps | Temps          |
| --- | --------------------- | ----------- | ------------------ | ----- | -------------- |
| 1   | Rein Taaramäe         | Estonie     | Cofidis            | en    | 4 h 39 min 1 s |
| dsq | Juan José Cobo        | Espagne     | Geox-TMC           | +     | 25 s           |
| 3   | David de la Fuente    | Espagne     | Geox-TMC           |       | 29 s           |
| 4   | Wout Poels            | Pays-Bas    | Vacansoleil-DCM    |       | 40 s           |
| 5   | Bradley Wiggins       | Royaume-Uni | Team Sky           |       | 45 s           |
| 6   | Christopher Froome    | Royaume-Uni | Team Sky           |       | 45 s           |
| 7   | Bauke Mollema         | Pays-Bas    | Rabobank           |       | 45 s           |
| 8   | Denis Menchov         | Russie      | Geox-TMC           |       | 45 s           |
| 9   | Mikel Nieve           | Espagne     | Euskaltel-Euskadi  |       | 55 s           |
| 10  | Jurgen Van den Broeck | Belgique    | Omega Pharma-Lotto |       | 1 min 0 s      |

## Classement général
|     | Coureur               | Pays        | Équipe              |    | Temps            |
| --- | --------------------- | ----------- | ------------------- | -- | ---------------- |
| 1   | Bradley Wiggins       | Royaume-Uni | Team Sky            | en | 55 h 54 min 45 s |
| 2   | Christopher Froome    | Royaume-Uni | Team Sky            | +  | 7 s              |
| 3   | Bauke Mollema         | Pays-Bas    | Rabobank            |    | 36 s             |
| dsq | Juan José Cobo        | Espagne     | Geox-TMC            |    | 55 s             |
| 5   | Jakob Fuglsang        | Danemark    | Team Leopard-Trek   |    | 58 s             |
| 6   | Fredrik Kessiakoff    | Suède       | Astana              |    | 1 min 23 s       |
| 7   | Vincenzo Nibali       | Italie      | Liquigas-Cannondale |    | 1 min 25 s       |
| 8   | Maxime Monfort        | Belgique    | Team Leopard-Trek   |    | 1 min 37 s       |
| 9   | Jurgen Van den Broeck | Belgique    | Omega Pharma-Lotto  |    | 2 min 16 s       |
| 10  | Daniel Moreno         | Espagne     | Team Katusha        |    | 2 min 24 s       |

## Classements annexes

### Classement par points
|   | Cycliste          | Pays      | Équipe              | Points |
| - | ----------------- | --------- | ------------------- | ------ |
| 1 | Joaquim Rodríguez | Espagne   | Team Katusha        | 81     |
| 2 | Bauke Mollema     | Pays-Bas  | Rabobank            | 78     |
| 3 | Peter Sagan       | Slovaquie | Liquigas-Cannondale | 75     |

### Classement du meilleur grimpeur
|   | Cycliste         | Pays    | Équipe           | Points |
| - | ---------------- | ------- | ---------------- | ------ |
| 1 | David Moncoutié  | France  | Cofidis          | 50     |
| 2 | Matteo Montaguti | Italie  | AG2R La Mondiale | 38     |
| 3 | Daniel Moreno    | Espagne | Team Katusha     | 32     |

### Classement du combiné
|     | Cycliste       | Pays     | Équipe       | Points |
| --- | -------------- | -------- | ------------ | ------ |
| 1   | Bauke Mollema  | Pays-Bas | Rabobank     | 17     |
| 2   | Daniel Moreno  | Espagne  | Team Katusha | 17     |
| dsq | Juan José Cobo | Espagne  | Geox-TMC     | 25     |

### Classement par équipes
|   | Équipe            | Pays       | Temps | Temps             |
| - | ----------------- | ---------- | ----- | ----------------- |
| 1 | Geox-TMC          | Espagne    | en    | 167 h 13 min 37 s |
| 2 | Team Leopard-Trek | Luxembourg | +     | 2 min 26 s        |
| 3 | Movistar          | Espagne    |       | 18 min 39 s       |

## Abandons
- Michele Scarponi (Lampre-ISD) : abandon
- Karsten Kroon (BMC Racing) : chute